# Musashi Budokan
Il Musashi Budōkan (武蔵武道館?), come comunemente viene chiamato il Miyamoto Musashi Kenshō Musashi Budōkan (宮本武蔵顕彰武蔵武道館?), è un budōkan (武道館?) - ovvero un grande dōjō dove si pratica il budō, la parola kan (館?) significa "casa di" / "palazzo dedicato a" - costruito a Ōhara-Cho, anticamente nella provincia di Mimasaka ed oggi parte della città giapponese di Mimasaka nella prefettura di Okayama e luogo natale di Miyamoto Musashi è stato inaugurato il 20 maggio 2000 in occasione del 355º anniversario della morte del celebre samurai, scrittore e pittore, considerato il più grande spadaccino della storia del Giappone.
Questo budōkan è dedicato alla memoria di Miyamoto Musashi ed è votato alla pratica delle arti marziali giapponesi, in particolare a quella del kendō, non solo a livello fisico e sportivo ma anche storico e culturale.
Il Musashi Budōkan è stato diretto dalla sua fondazione fino all'inizio del 2021 dal maestro Hironori Tahara (田原弘徳?, Tahara Hironori), hanshi 8º dan, già capo insegnante della prestigiosissima scuola di kendō del Dipartimento della Polizia metropolitana di Tokyo nonché uno dei più importanti maestri di kendō del mondo.

## Panoramica
Il Musashi Budōkan è stato costruito come luogo simbolo dell'area nota come Musashi no Sato (武蔵の里? lett. "terra natale di Musashi") e delle arti marziali in Giappone.

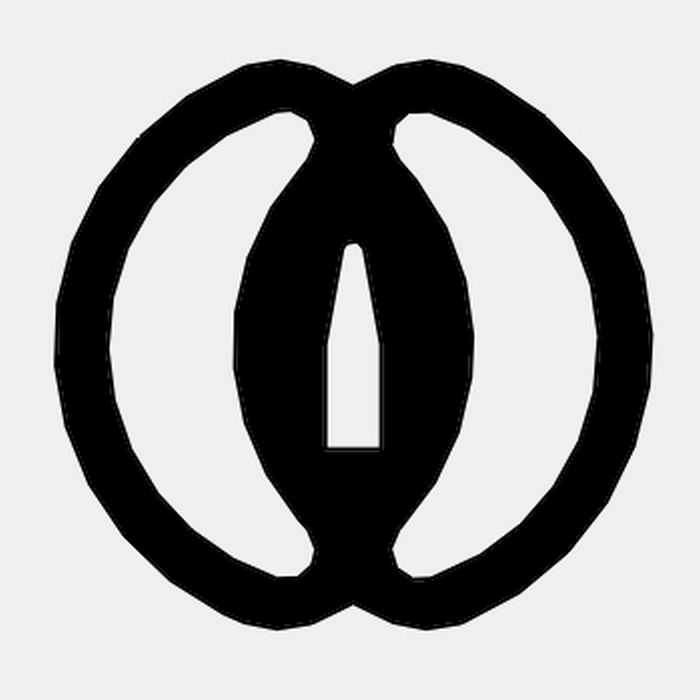
Sagoma della tsuba di Miyamoto Musashi a cui si ispira la pianta del Musashi Budōkan

La visuale dall'altro riproduce il design della celebre tsuba costruita ed utilizzata dal celebre samurai a cui l'edificio è dedicato - chiamata namako sukashi tsuba (海鼠透鍔?) - mentre la vista frontale ricorda un kabuto (l'elmo da samurai), simbolo della prefettura di Okayama.
In pratica tutto l'edificio celebra Miyamoto Musashi in quanto figura centrale delle arti marziali e della cultura tradizionale giapponese.

## Infrastruttura
L'arena principale al primo piano può contenere sei aree di gara da kendō; le gradinate hanno 838 posti per gli spettatori.
Nel Budōkan vengono regolarmente organizzate gare nazionali ed internazionali di kendō.
- Arena principale: 1,376 m2 (42 m x 32 m) 
  - 6 aree di gara da kendō (11 m x 11 m)
  - 2 campi da pallavolo
  - 1 campo da pallacanestro
  - 8 campi da badminton
- Stanza dedicata al Budō: 322 m2 (23 m x 14 m) 
  - 2 aree di gara da kendō (9 m x 9 m)
  - 2 aree di gara da judō

Strutture ausiliarie: sala conferenze, sala riunioni, sala fitness, sala consulto fisico / sanitario, sala di riposo, deposito attrezzature, spogliatoi, bagni con doccia, sala dedicata alle telecomunicazioni, uffici, parcheggio (200 posti auto).

## Architettura
- Design: Watashi Numata
- Completamento: maggio 2000
- Inaugurazione: 20 maggio 2000
- Struttura dell'arena principale: struttura in cemento armato, 2 piani fuori terra
- Superficie coperta totale: 6.049 m2 (1º piano 4.252 m2,  2º piano 1.797 m2)
- Edificio certificato Remarks-Heart Building

## Accesso con mezzi pubblici
Il Musashi Budōkan è raggiungibile via trasporto ferroviario locale con la Linea Chizu Express partendo dalla stazione di Himeji (a cui si può facilmente arrivare con lo shinkansen) in direzione di Tottori e scendendo alle stazioni Miyamoto Musashi - una delle pochissime stazioni ferroviarie in Giappone intitolate ad una persona - o di Ōhara.